# Pathé'O
Ainé Pathé Ouédraogo, dit Pathé'O, est un styliste burkinabè, né en 1950 à Guibaré, dans le département du même nom. Installé dans les années 1970 dans un quartier d'Abidjan, à Treichville, cet ivoirien d'adoption acquiert une renommée internationale, notamment pour avoir habillé le président Nelson Mandela.

## Biographie

### Formation
Fils de cultivateurs, Pathé'O arrive en Côte d'Ivoire en 1969 pour apprendre le métier de couturier, « par nécessité ». Il fait son apprentissage auprès de tailleurs d'Abidjan, apprenant pendant neuf ans la couture pour hommes puis pour femmes. Il suit également des cours par correspondance,. En 1977, il s'installe à Treichville, avenue 6, rue 17.

### Style et reconnaissance
Le 14 mars 1977, Pathé'O remporte le concours des « Ciseaux d'Or » lors de la première édition de cette compétition, qui le consacre,.
Malgré l'aide qu'il obtient du milieu industriel, qui lui fournit les pagnes nécessaires pour ses créations, Pathé'O privilégie l'artisanat en créant ses propres étoffes après avoir dessiné un modèle d'habit. « Son objectif est d'explorer les étoffes africaines dans de nouvelles lignes. Son but est que les Africaines et les Africains qui travaillent dans des bureaux en ville se sentent élégants habillés dans des vêtements africains, et qu'ils cessent d’avoir un « complexe » vis-à-vis du prêt-à-porter occidental et du costume cravate inadapté au climat des pays chauds ».

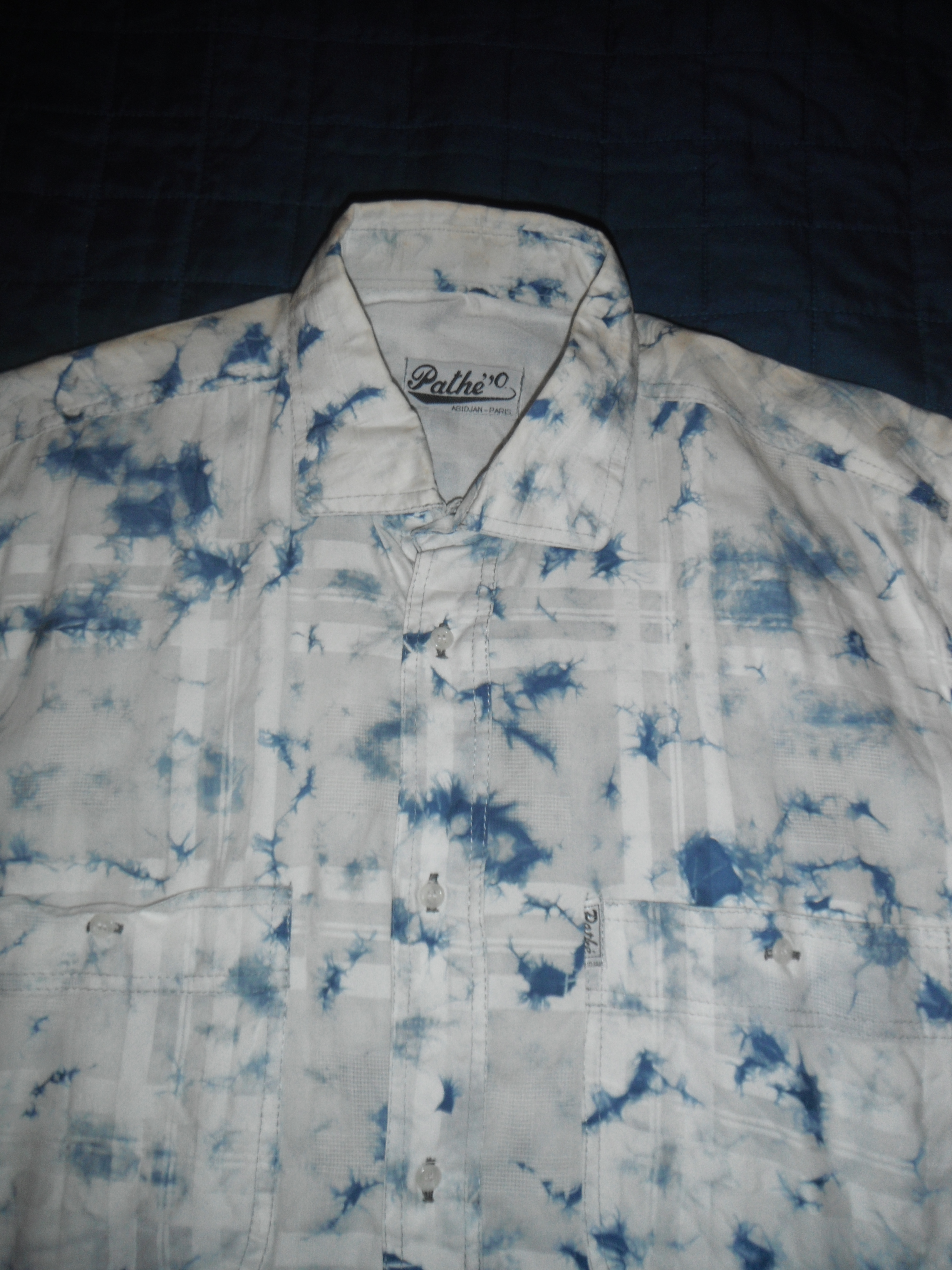
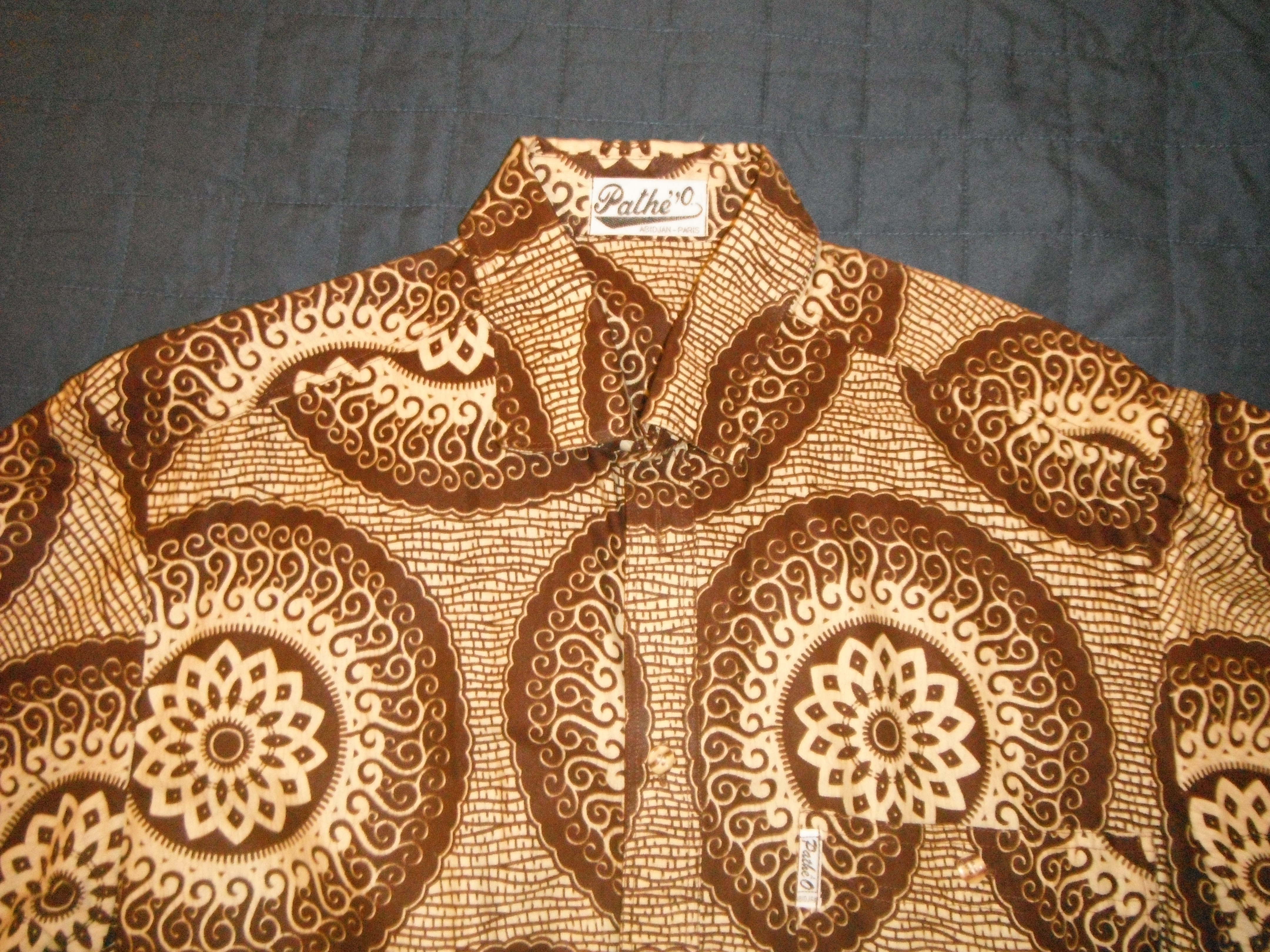
Chemises hommes créées par Pathé'O
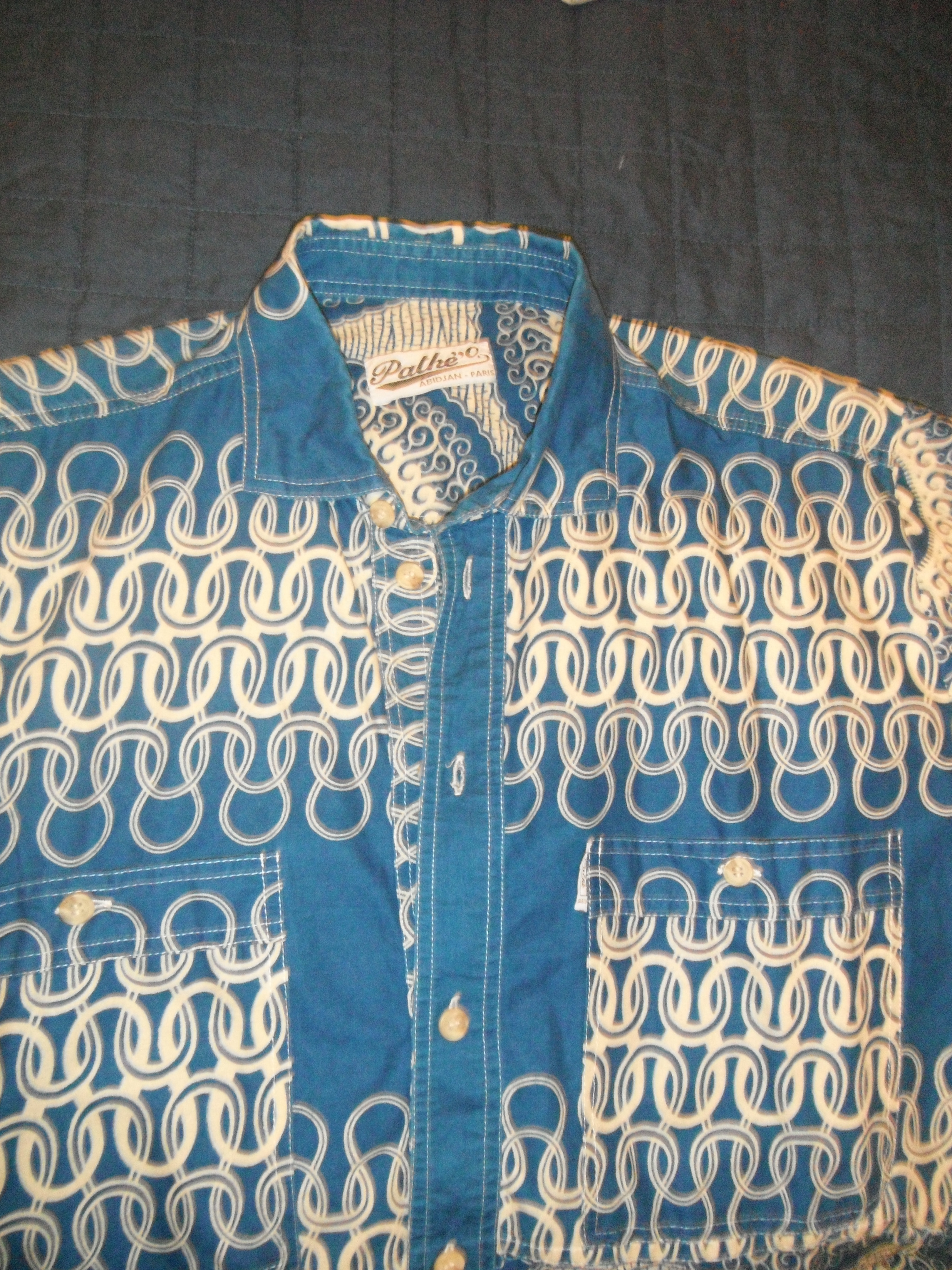

Souvent décrit comme « le couturier de Mandela », Pathé'O a confectionné des chemises pour plusieurs autres personnalités africaines, comme Laurent Gbagbo, Alpha Oumar Konaré, Modibo Diarra ou Koffi Olomidé,,. Il dispose de boutiques dans plusieurs pays : la Côte d'Ivoire, le Burkina Faso, le Mali, l'Angola, le Gabon, le Cameroun ou le Congo.